# Judo op de Olympische Jeugdzomerspelen 2014
Judo is een van de Olympische sporten die beoefend worden tijdens de Olympische Jeugdzomerspelen 2014 in Nanjing. De kampen zullen worden bevochten van 17 tot en met 21 augustus in het Longjiang Gymnasium. Er wordt in negen onderdelen gestreden voor de gouden medaille: vier bij de jongens, vier bij de meisjes en één gemengd teamkampioenschap.

## Onderdelen
Individueel
De individuele wedstrijd bestaat per gewichtsklasse uit een knock-outfase met herkansingen waarbij elke deelnemer ten minste twee wedstrijden speelt.
Gemengd team
Na de officiële weging worden de 104 judoka verdeeld in 13 teams van 8, waarbij elk team uit vier jongens en vier meisjes bestaat. Sporters uit één land mogen niet in hetzelfde team worden ingedeeld. Zowel de jongens als de meisjes worden op het gewicht gerangschikt en vervolgens in vier categorieën verdeeld. De teams worden samengesteld door uit elk van deze 2x4 categorieën een judoka te loten. De teamwedstrijd bestaat uit een knock-outfase zonder herkansingen.

## Kalender
| Augustus | 17 | 18 | 19 | 20 | 21 | 22 | 23 | 24 | 25 | 26 | 27 | 28 |
| -------- | -- | -- | -- | -- | -- | -- | -- | -- | -- | -- | -- | -- |
| Judo     |    | 3  | 3  | 2  |    | 1  |    |    |    |    |    |    |

|  | Finale |

## Medailles

### Jongens
| Discipline | Goud | Goud                  | Zilver | Zilver                | Brons   | Brons                                  |
| ---------- | ---- | --------------------- | ------ | --------------------- | ------- | -------------------------------------- |
| Tot 55 kg  | KAZ  | Bauyrzhan Zhauyntayev | AZE    | Natig Gurbanli        | BEL TUR | Jorre Verstraeten Oguzhan Karaca       |
| Tot 66 kg  | JPN  | Hifumi Abe            | UKR    | Bogdan Iadov          | UZB CHN | Sukhrob Tursunov Wu Zhigiang           |
| Tot 81 kg  | RUS  | Mikhail Igolnikov     | GEO    | Tamazi Kirakozashvili | NED CUB | Frank de Wit Ivan Felipe Silva Morales |
| Tot 100 kg | IRI  | Ramin Safaviyeh       | KGZ    | Rostislav Dashkov     | GER     | Domenik Schonefeldt                    |

### Meisjes
| Discipline | Goud | Goud            | Zilver | Zilver               | Brons   | Brons                               |
| ---------- | ---- | --------------- | ------ | -------------------- | ------- | ----------------------------------- |
| Tot 44 kg  | TUR  | Melisa Cakmakli | AZE    | Leyla Aliyeva        | RUS JPN | Anastasya Turcheva Honoka Yamauchi  |
| Tot 52 kg  | BRA  | Layana Colman   | BUL    | Betina Temelkova     | SLO KOR | Marusa Stangar Hyekyeong Lee        |
| Tot 63 kg  | HUN  | Szabina Gerczak | ROU    | Stefanie Dobre       | GER AUT | Jennifer Schwille Michaela Polleres |
| Tot 78 kg  | CRO  | Brigita Matic   | BIH    | Aleksandra Samardzic | VEN ESP | Elvismar Rodriguez Sara Rodriguez   |

### Gemengd
| Discipline   | Goud       | Zilver       | Brons         | Brons     |
| ------------ | ---------- | ------------ | ------------- | --------- |
| Gemengd team | Team Rouge | Team Geesink | Team Douillet | Team Xian |

### Medailleklassement
| Plaats | Land                  | NOC    | Goud | Zilver | Brons | Totaal |
| ------ | --------------------- | ------ | ---- | ------ | ----- | ------ |
| 1      | Japan                 | JPN    | 1    | 0      | 1     | 2      |
| 1      | Rusland               | RUS    | 1    | 0      | 1     | 2      |
| 1      | Turkije               | TUR    | 1    | 0      | 1     | 2      |
| 4      | Brazilië              | BRA    | 1    | 0      | 0     | 1      |
| 4      | Hongarije             | HUN    | 1    | 0      | 0     | 1      |
| 4      | Iran                  | IRN    | 1    | 0      | 0     | 1      |
| 4      | Kazachstan            | KAZ    | 1    | 0      | 0     | 1      |
| 4      | Kroatië               | CRO    | 1    | 0      | 0     | 1      |
| 9      | Azerbeidzjan          | AZE    | 0    | 2      | 0     | 2      |
| 10     | Bosnië en Herzegovina | BIH    | 0    | 1      | 0     | 1      |
| 10     | Bulgarije             | BUL    | 0    | 1      | 0     | 1      |
| 10     | Georgië               | GEO    | 0    | 1      | 0     | 1      |
| 10     | Kirgizië              | KGZ    | 0    | 1      | 0     | 1      |
| 10     | Oekraïne              | UKR    | 0    | 1      | 0     | 1      |
| 10     | Roemenië              | ROU    | 0    | 1      | 0     | 1      |
| 16     | Duitsland             | GER    | 0    | 0      | 2     | 2      |
| 17     | België                | BEL    | 0    | 0      | 1     | 1      |
| 17     | China                 | CHN    | 0    | 0      | 1     | 1      |
| 17     | Cuba                  | CUB    | 0    | 0      | 1     | 1      |
| 17     | Nederland             | NED    | 0    | 0      | 1     | 1      |
| 17     | Oezbekistan           | UZB    | 0    | 0      | 1     | 1      |
| 17     | Oostenrijk            | AUT    | 0    | 0      | 1     | 1      |
| 17     | Slovenië              | SLO    | 0    | 0      | 1     | 1      |
| 17     | Spanje                | ESP    | 0    | 0      | 1     | 1      |
| 17     | Venezuela             | VEN    | 0    | 0      | 1     | 1      |
| 17     | Zuid-Korea            | KOR    | 0    | 0      | 1     | 1      |
| Totaal | Totaal                | Totaal | 8    | 8      | 15    | 31     |

Atletiek · Badminton · Basketbal · Beachvolleybal · Boksen · Boogschieten · Gewichtheffen · Golf · Gymnastiek · Handbal · Hockey · Judo · Kanovaren · Moderne vijfkamp · Paardensport · Roeien · Rugby Sevens · Schermen · Schietsport · Schoonspringen · Taekwondo · Tafeltennis · Tennis · Triatlon · Voetbal · Wielersport · Worstelen · Zeilen · Zwemmen